# 니시나 요시오

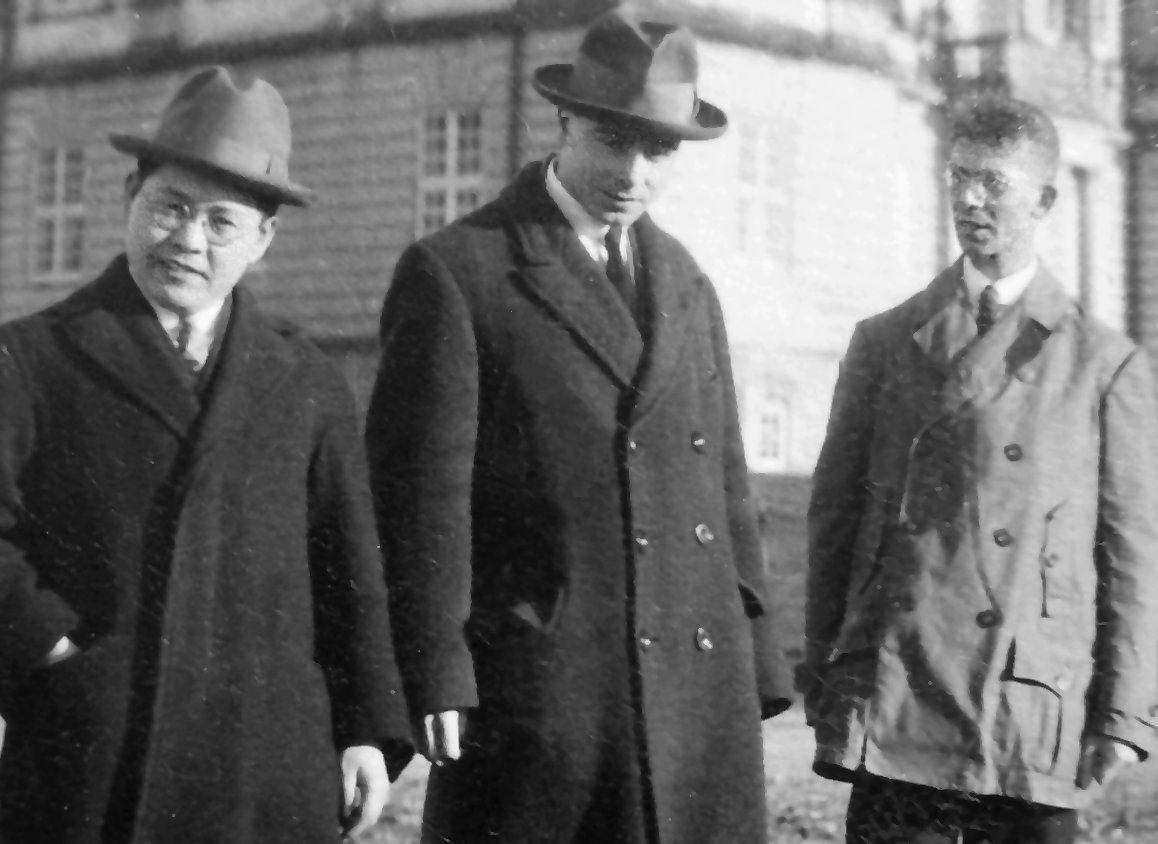
1926년 코펜하겐에서 토머스와 훈트와 함께 촬영된 니시나 요시오

니시나 요시오(일본어: 仁科 芳雄, 1890년 12월 6일 ~ 1951년 1월 10일)는 일본의 물리학자이다.

## 생애
1930년 11월 도쿄대학교 이학 박사. 1931년 7월 리켄에 '니시나 연구실'을 설치, 당시 일본 내에 전례가 없었던 양자론, 원자핵, X선 등을 연구했다. 1932년 중성자가 발견되자 연구 대상에 X선 대신 우주선을 추가했다. 1941년 봄 일본군의 의뢰를 받아 원자폭탄의 이론적 가능성을 검토하기 시작했다. 1942년 해군 기술연구소가 원폭 연구를 시작하자 리켄의 대표로서 참가했다. 원폭 개발은 '니시나'의 앞글자 '니'가 일본어로 숫자 '2'와 같다는 점에 착안해 '2호 연구'라고 불렸다. 이 연구는 1945년 미군의 공습으로 중단됐다. 일본에서 양자역학의 토대를 마련하였으며, 우주선 관계, 입자 가속기 관계 연구로 실적을 올렸다. 니시나는 유카와 히데키, 도모나가 신이치로 등, 후의 노벨상 수상자들을 길러내 "일본 현대 물리학의 아버지"라고도 불린다.
그가 사망한 지 4년 후인 1955년에 원자물리학과 그 응용 분야의 진흥을 목적으로 한 니시나 기념 재단 (仁科記念財団) 이 설립되었으며, 이 재단에서는 일본에서 매 해마다 원자물리학과 그 응용에 관해 뛰어난 실적을 올린 연구자에게 니시나 기념상을 수여하고 있다.

## 같이 보기
- 니시나 기념상
- 유카와 히데키
- 도모나가 신이치로
- 원자폭탄